# Ares (Rakete)

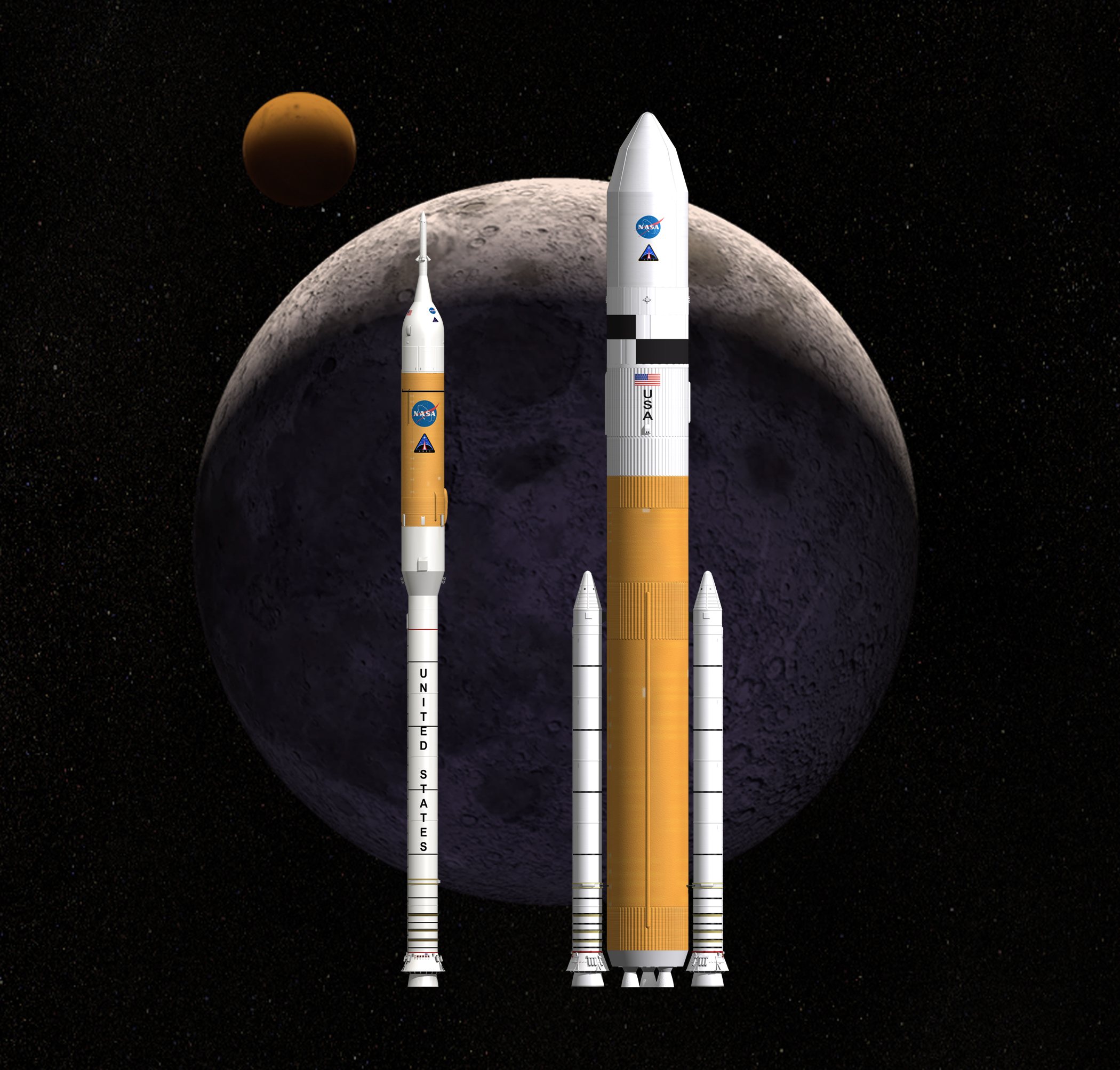
Konzeptvorstellungen von Ares I (leichter Träger/links) und Ares V (schwerer Träger/rechts) (2008)

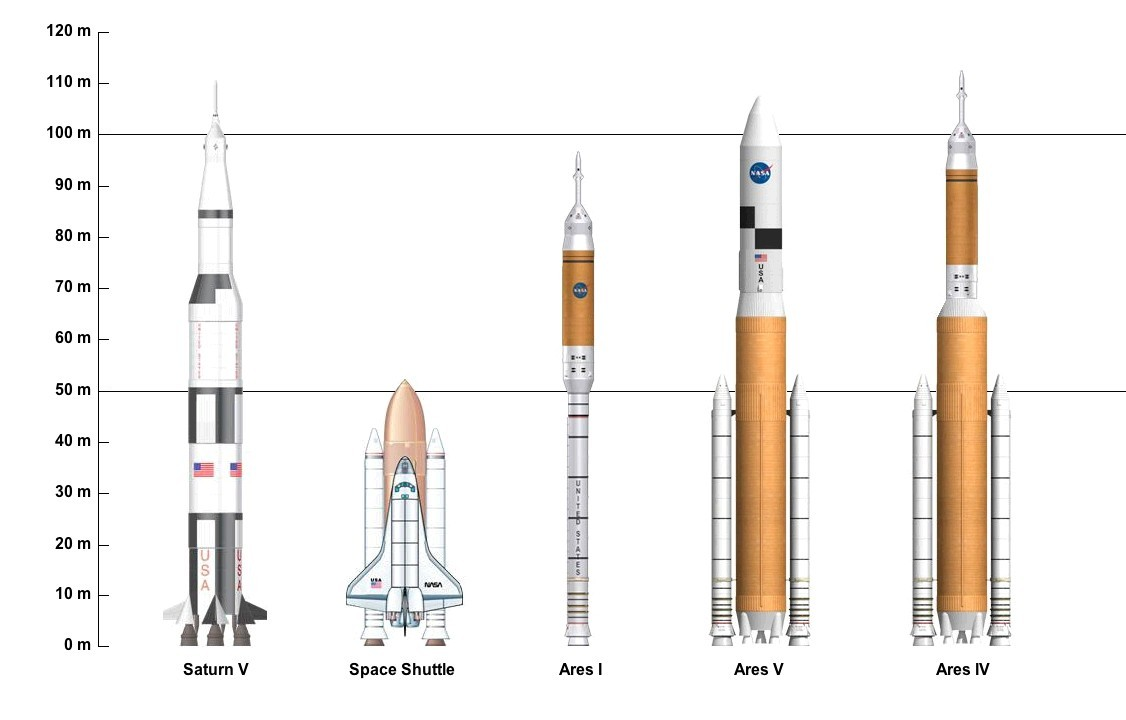
Größenvergleich zwischen der Saturn V, dem Space Shuttle und den projektierten Ares-Modellen (Stand 2008)

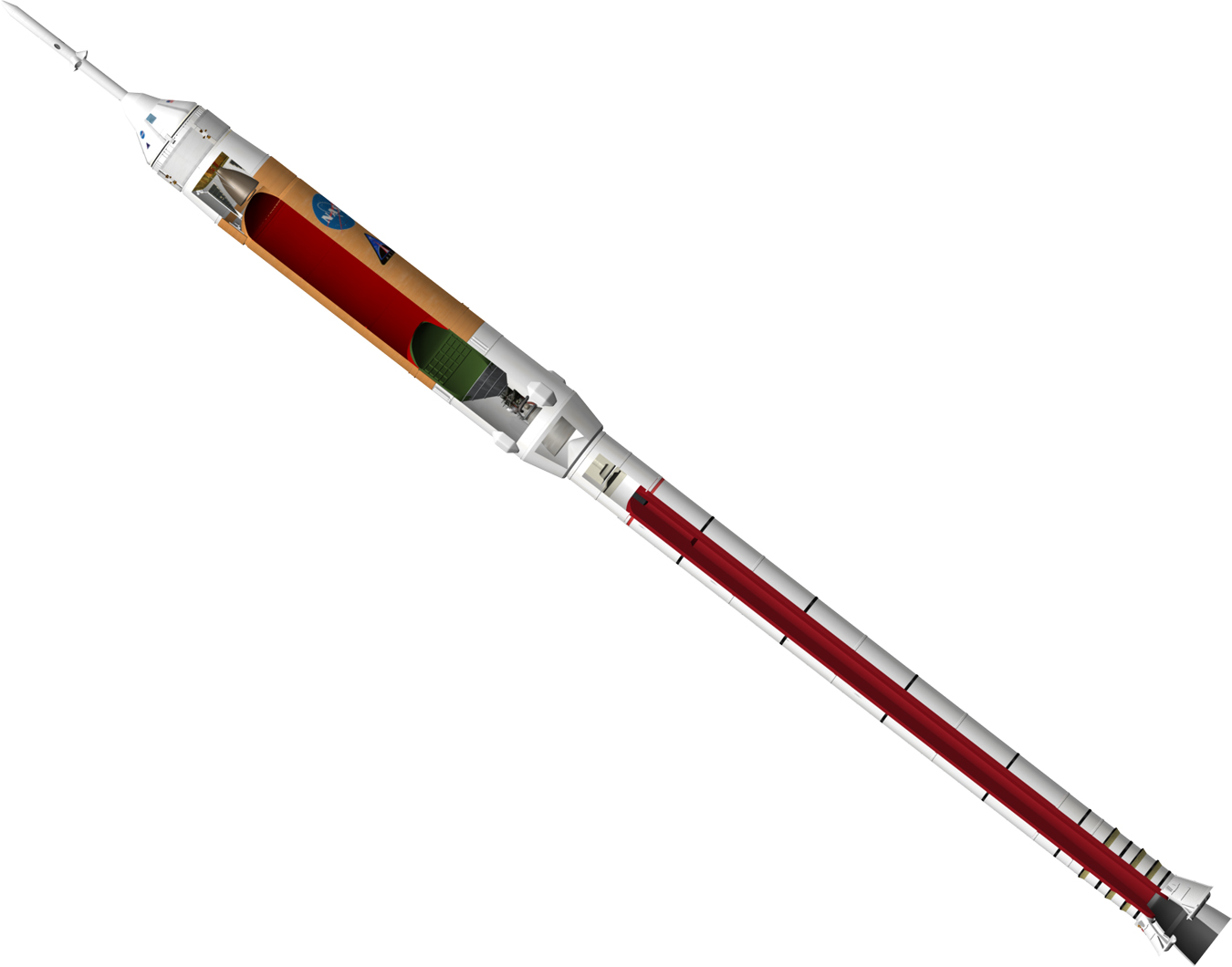
Ares I-Konzept (2007)

Ares war eine im Rahmen des Constellation-Programms der NASA in den Jahren 2006 bis 2010 geplante Trägerraketenreihe. Die Raketen sollten größtenteils aus Elementen bestehen, die auf dem Trägersystem des Space Shuttles basierten. Geplant waren zwei Modelle: Die Ares I, ein leichter Träger der 25-Tonnen-Klasse für den Transport des bemannten Raumschiffs Orion, und die Ares V, eine unbemannte Schwerlastrakete zum Befördern von Antriebsstufen und Raumfahrzeugen für bemannte Mond- und Marsmissionen.
Das Constellation-Programm und mit ihm die Entwicklung der Raketen wurde 2010 von der Regierung Obama aus finanziellen Gründen eingestellt. Die Konzepte der Ares IV und Ares V gingen teilweise in der Entwicklung des Trägersystems Space Launch System auf.

## Namensherkunft
Die Namen Ares I und Ares V wurden von der NASA im Juni 2006 bekanntgegeben. Im Januar 2007 veröffentlichte die NASA das Konzept einer dritten Raketenvariante, der Ares IV. Diese sollte Komponenten beider Raketen verwenden und Menschen mit nur einem Start zum Mond befördern.
Der Name Ares ist vom Namen des griechischen Kriegsgottes Ares entlehnt, der mit dem Planeten Mars assoziiert wird. Die Nummerierung der Ares-Träger sollte in Anlehnung an die einstigen Saturn-I- und Saturn-V-Raketen des Apollo-Mondprogramms erfolgen. Da die Ares IV Teile der beiden Modelle verwendet, wurden auch deren Ziffern verwendet. Zuvor waren die Träger unter der vorläufigen Bezeichnung Shuttle Derived Launch Vehicle (SDLV) bekannt.

## Ares I
Der Träger Ares I war zweistufig geplant und hätte eine Nutzlastkapazität von etwa 24,5 Tonnen für eine niedrige Erdumlaufbahn mit einer Bahnneigung von 28,5° – dem Breitengrad des NASA-Weltraumbahnhofs Kennedy Space Center, von dem er gestartet wäre – und 22,9 Tonnen für eine Bahnneigung von 51,6° (Bahn der ISS) gehabt. Als Höhe waren 99 m bei einem Durchmesser von 3,66 m der ersten Stufe und 5,48 m der zweiten Stufe geplant. Die Ares-I-Rakete hätte vorerst zum Start des Orion-Raumschiffs gedient, jedoch war auch geplant später auch andere Nutzlasten ins All befördern, zum Beispiel ein Versorgungsfahrzeug (siehe H-2 Transfer Vehicle).
Die erste Stufe war als eine um ein fünftes Treibstoffsegment erweiterte Space-Shuttle-Feststoffrakete geplant. Dieses Segment sollte wiederverwendbar sein und wäre nach einer Fallschirmlandung im Atlantik geborgen und aufbereitet worden. Die Avionik basierte auf der Atlas-Rakete. Ein spezieller Adapter sollte die Verbindung zur Oberstufe herstellen. Die zweite Stufe hätte flüssigen Wasserstoff (LH2) und flüssigen Sauerstoff (Liquid Oxygen – „LOX“) verbrannt und wäre von einem J-2X-Triebwerk von Pratt & Whitney Rocketdyne angetrieben worden, dessen Vorgänger bereits in der Oberstufe der Saturn V Verwendung fand. Sie hätte außerdem in einer Instrumenteneinheit das Lenk- und Reaktionskontrollsystem der Unterstufe enthalten. Darüber hätte sich die Nutzlastkapsel befunden. An der Spitze der Ares I war eine Rettungsrakete vorgesehen, um die Raumkapsel mit den Astronauten im Falle eines Fehlstarts aus dem Gefahrenbereich bringen zu können.
Am 4. Januar 2007 schloss die NASA eine erste Prüfung der Systemanforderungen für die Ares I ab, die ein kritischer Punkt in deren Entwicklung ist. Dabei wurde bestätigt, dass das Entwurfskonzept der Ares I die gestellten Programmanforderungen erfüllt.
Am 10. September 2009 wurde die erste Bodentestzündung des 5-Segment-Boosters auf dem Testgelände in Promontory (Utah) erfolgreich durchgeführt, nachdem ein erster Versuch am 25. August 2009 zwanzig Sekunden vor der geplanten Zündung abgebrochen worden war. Grund für den Abbruch war eine fehlerhafte Treibstoffversorgung einer APU, die die Energie für die Schubvektorsteuerung bereitstellt.
Ein erster suborbitaler Testflug (Ares I-X) nur mit der ersten (mit nur vier befüllten Boostersegmenten) und einer Attrappe der zweiten Stufe fand am 28. Oktober 2009 statt.

## Ares V
Der schwere Träger Ares V war zunächst nur für den unbemannten Einsatz vorgesehen. Nach dem ursprünglichen Konzept sollte sie rund 130 Tonnen Nutzlast in einen niedrigen Erdorbit befördern können. Der Träger wäre mit 109 m ähnlich hoch wie die einstige Mondrakete Saturn V gewesen. Die Zentralstufe der Rakete hätte einen Tank verwendet, der technologisch auf dem Außentank des Space Shuttles basiert, jedoch mit etwa 10 m einen vergrößerten Durchmesser aufgewiesen sowie als Antrieb fünf RS-68-Triebwerke der Delta IV besessen hätte. Zusätzlich sollte sie beim Start von zwei fünfsegmentigen Feststoffboostern des Space Shuttles unterstützt werden. Die Oberstufe, auch Earth Departure Stage (EDS) genannt, wäre von einem J-2X-Triebwerk angetrieben worden. Sowohl die Zentralstufe als auch die Oberstufe hätten mit der hochenergetischen Treibstoffkombination LOX/LH2 arbeiten sollen. Primäre Nutzlast sollte zunächst die Altair-Mondlandefähre sein.
Im Juni 2008 stellte die NASA ein überarbeitetes Konzept für die Ares V vor. Demzufolge sollte der Träger nunmehr etwa sechs Meter länger werden und ein sechstes RS-68-Triebwerk erhalten. Durch diese Veränderungen hätte Ares V insgesamt etwa 71 Tonnen Nutzlast zum Mond transportieren können oder 188 Tonnen in einen niedrigen Erdorbit.

## Ares IV
Seit Januar 2007 zog die NASA die Ares IV als ein weiteres Familienmitglied in Erwägung, das aus der Zentralstufe der Ares V und der Oberstufe der Ares I bestanden hätte und nur für Mondorbitmissionen genutzt werden sollte. Diese Rakete sollte sowohl das Orion-Raumschiff als auch die Altair-Mondlandefähre in den direkten Mondorbit starten können. Dort hätten dann die Raumschiffe, im Gegensatz zum Ares-I-/Ares-V-Szenario, aneinander angedockt. Auf diese Art sollte es auch möglich werden, ein Rettungsschiff zu starten, sollte es zu einem Unglück ähnlich wie bei Apollo 13 kommen.
Die Ares IV war zunächst lediglich eine Konzeptstudie ohne konkrete Realisierungspläne. Nach der Beendigung des Constellation-Programmes im Jahr 2010 beschloss der Kongress der Vereinigten Staaten, Teile des Ares-Konzepts für das neue Trägersystem Space Launch System weiterzuverwenden.

## Nachweise
1. ↑  Statement by Charlie Bolden, NASA Administrator. (PDF) NASA, 1. Februar 2010, S. 4, archiviert vom Original (nicht mehr online verfügbar) am 1. Februar 2010; abgerufen am 1. Februar 2010 (englisch).  Info: Der Archivlink wurde automatisch eingesetzt und noch nicht geprüft. Bitte prüfe Original- und Archivlink gemäß Anleitung und entferne dann diesen Hinweis.
2. ↑  NASA: Ares: NASA's New Rockets Get Names (Memento des Originals vom 4. März 2016 im Internet Archive)  Info: Der Archivlink wurde automatisch eingesetzt und noch nicht geprüft. Bitte prüfe Original- und Archivlink gemäß Anleitung und entferne dann diesen Hinweis., 30. Juni 2006
3. ↑  http://www.nasa.gov/mission_pages/constellation/ares/aresl/index.html
4. ↑  NASA: NASA Completes Review Milestone for Ares I Vehicle (Memento des Originals vom 7. Juli 2017 im Internet Archive)  Info: Der Archivlink wurde automatisch eingesetzt und noch nicht geprüft. Bitte prüfe Original- und Archivlink gemäß Anleitung und entferne dann diesen Hinweis.
5. ↑  Ares I-X Launch Blog. NASA, 28. Oktober 2009, abgerufen am 14. Juli 2011 (englisch).
6. ↑  David Harris: Study reveals a six RS-68 and 5.5 segment booster for Ares V. nasaspaceflight.com, 15. Juni 2008, abgerufen am 21. August 2012 (englisch).